# Нарциссов, Иван Ионович
Иван Ионович Нарциссов (1854—1911) — русский общественный деятель, педагог-просветитель, статский советник.

## Биография
Родился 8 октября 1854 года в селе Большой Избердей Липецкого уезда Тамбовской губернии, ныне село в Петровском районе Тамбовской области в семье священнослужителя — Ионы Алексеевича Нарциссова, служившего приходским священником.
Окончив в 1876 году Тамбовскую духовную семинарию по I разряду и в 1880 году — Киевскую духовную академию со степенью кандидата богословия (кандидатская диссертация «Историко-критический обзор руководств и пособий к изучению пастырского богословия»), Иван Нарциссов с 1881 года работал учителем Липецкого духовного училища. В 1895 году был утверждён в звании старшего учителя. В 1906—1911 годах был смотрителем (директором) училища.
С 1882 года Иван Ионович Нарциссов жил в Липецке. Занимаясь педагогической деятельностью, интересовался историей развития южных окраин России и Липецкого края. В 1906 году он издал историческую записку о Древне-Успенской церкви города Липецка, бывшей Паройской пустыни, чем привлек внимание общественности к сохранению этой самой древней церкви города.
Имел награды Российской империи, включая орден Святой Анны 3-й степени, и чин статского советника, что давало право на потомственное дворянство.
Умер в Липецке 24 августа 1911 года и был похоронен на Евдокиевском кладбище.
Правнук И. И. Нарциссова — Алексей Серафимович Нарциссов, является председателем областной общественной организации «Союз потомков липецкого дворянства»; был удостоен Почетного знака «За заслуги перед городом Липецком».

Надгробный памятник